# Cwmbrân Town AFC
Cwmbrân Town Association Football Club je velšský fotbalový klub z města Cwmbrân. Založen byl roku 1951. V 90. letech a na začátku 21. století patřil k velšské špičce, pak ho však postihly vážné finanční problémy, takže dnes působí v nižších soutěžích. Jednou vyhrál Welsh Premier League, v sezóně 1992/93. Třikrát se též probojoval do finále velšského poháru (1997, 2000, 2003).

## Výsledky v evropských pohárech
| Sezóna  | Soutěž              | Kolo     |           | Soupeř               | 1. zápas | 2. zápas | Celkem |
| ------- | ------------------- | -------- | --------- | -------------------- | -------- | -------- | ------ |
| 1993-94 | PMEZ                | Předkolo | Irsko     | Cork City FC         | 3-2      | 1-2      | 4-4    |
| 1997-98 | Pohár vítězů pohárů | Předkolo | Rumunsko  | Naţional Bucureşti   | 2-5      | 0-7      | 2-12   |
| 1999-00 | Pohár UEFA          | Předkolo | Skotsko   | Celtic Glasgow       | 0-6      | 0-4      | 0-10   |
| 2001-02 | Pohár UEFA          | Předkolo | Slovensko | ŠK Slovan Bratislava | 0-4      | 0-1      | 0-5    |
| 2003-04 | Pohár UEFA          | Předkolo | Izrael    | Maccabi Haifa FC     | 0-3      | 0-3      | 0-6    |